# Клеванское княжество
Клеванское княжество — удельное вассальное княжество XV-XVIII веках в Великом княжестве Литовском (с 1569 года — Речи Посполитой). Включало земли на Волыни с центром в городе Клевань (ныне в Ровенской области, Украина). Находилось во владении рода Чарторыйских.

## История
О начале образования Клеванского удела мало сведений. Вероятно, где-то до 1440 года. Передавалось пожизненно разным представителям династии Гедиминовичей. Титул князь Клеванский впервые встречается в письменных актах от 5 февраля 1442 года, где речь идет о разделе земель среди сыновей князя Василия Чарторыйского.
В 1446 году князь волынский Свидригайло отдал Клевань своему стороннику Михаилу Чарторыйскому (до 1914 года грамота передачи хранилась в Клеванском храме). Впрочем окончательно Клеванское княжество с правом передачи по наследству перешло к Чарторыйскому в 1458 году грамотой великого князя литовского и короля польского Казимира IV. В 1475 году в Клеване начато строительство каменного замка, остатки башен которого сохранились до сих пор. С этого времени Клеванское княжество было соединено с Чарторыйским княжеством.
Клеванское княжество в качестве самостоятельного удела было восстановлено актом 19 июня 1547 года, когда князь Александр Федорович Чарторыйский передал его младшему брату Ивану. В 1555 году последний выиграл спор с Радзивиллами за Клеванские земли, Смошев, Лихорчизну и Городище. Его отпрыски титуловались «князьями на Клеване». В начале XVII веке князья Чарторыйские перешли в католичество.
Во 2-й половине XVII века фактически утратило свой автономный статус, превратившись в значительное земельное владение. В качестве формально удельного владения существовало до 1793 года (Второго раздела Речи Посполитой), ликвидировано решением российского правительства.

## Управление
Князья не подлежали местной администрации (уездной или воеводской), только в некоторых вопросах великому князю литовскому или польскому королю. Здесь безраздельно властвовало княжеское право (лат. jus ducale), благодаря чему оно фактически превратилось в государство в государстве. Суверенность землевладения относилась к основополагающим элементам княжеского права. Также правителя Острожского княжества выводили собственные вооруженные отряды (почты) под родовым гербом, а хоругвями Волынского воеводства.

## Князья Клеванские
- Михаил Васильевич Чарторыйский (? — 1478/1489)
- Андрей Михайлович Чарторыйский (? — после 1491)
- Фёдор Михайлович Чарторыйский (? — 1542)
- Иван Фёдорович Чарторыйский (? — 1567)
- Иван Иванович Чарторыйский (? — 1581)
- Юрий Иванович Чарторыйский (1560—1626)
- Николай-Ежи Юрьевич Чарторыйский (1585—1661)